# Kissebes község
Kissebes község (románul: Comuna Poieni) község Kolozs megyében, Romániában. Központja Kissebes, beosztott falvai Hodosfalva, Kecskéstanya, Marótlaka, Nagysebes, Sebesvár, Tarányos, Viságmező.

## Fekvése
A Vlegyásza-hegység, Meszes-hegység és Bánffyhunyadi medence határán helyezkedik el.

## Népessége
A 2011-es népszámlálás adatai alapján a község népessége 4842 fő volt, ami csökkenést jelent a 2002-ben feljegyzett 5781 főhöz képest. A lakosság 91,8%-a román, 5,18%-a roma. Vallási hovatartozás szempontjából a lakosság többsége ortodox (89,78%), emellett élnek a községben pünkösdisták (4,36%) és Jehova tanúi (1,01%) is.

## Nevezetességei
A község területéről az alábbi épületek szerepelnek a romániai műemlékek jegyzékében:
- Sebesvár vára (CJ-II-m-B-07533)